# Хитрый крестьянин
Хитрый крестьянин (чеш. Šelma sedlák) — двухактная комическая опера Антонина Дворжака на либретто Йозефа Отакара Веселего (чеш. Josef Otakar Vesely). Написана около 1877 года, премьера состоялась 27 января 1878 года во Временном театре в Праге.

## Действующие лица
| Партия                     | Голос   | Исполнитель на премьере 27 января 1878 |
| -------------------------- | ------- | -------------------------------------- |
| Князь                      | баритон | Йозеф Лев                              |
| Княгиня                    | сопрано |                                        |
| Мартин, богатый крестьянин | бас     | Карел Чех                              |
| Бетушка, его дочь          | сопрано |                                        |
| Вацлав                     | тенор   |                                        |
| Веруна                     | альт    |                                        |
| Еник                       | тенор   |                                        |
| Берта                      | сопрано |                                        |
| Жан                        | тенор   |                                        |
| Крестьяне и музыканты      |         |                                        |

## Содержание

### Первое действие
(Сад в княжеском замке)
Красавица Бетушка, дочь богатого крестьянина Мартина, любит батрака Еника, но отец просватал её за Вацлава. Чтобы сломить упорство дочери, он решает вместе с Вацлавом осмеять Еника в её глазах. Они ставят под окно девушки бочку с водой, а поверх кладут треснувшую доску. Когда Еник придёт на свидание, то свалится в воду. Этот сговор слышит старая экономка Веруна и решает помочь влюблённым.
Тем временем в замок возвращаются князь с женой, а с ними камердинер Жан и горничная Берта. Красавица Бетушка понравилась и князю, и камердинеру, и когда она обращается к ним за помощью, то князь обещает дать деньги на свадьбу, если она выйдет к нему на свидание после майского праздника. Камердинер хочет того же.
Веруна находит средство всё уладить. С помощью Берты Бетушка встречается с княгиней и всё рассказывает ей. Княгиня и Берта переоденутся крестьянками, первая пойдёт на свидание с князем, а Берта заменит Бетушку в её комнате, так что в бочку с водой попадёт Жан.

### Второе действие
Кончаются праздники, наступает вечер. Под окном поставлена бочка. Вацлав и Мартин прячутся вблизи. Княгиня в платье Бетушки ждёт в дверях дома, Берта в комнате. Князь направляется к дверям, Жан лезет на бочку и проваливается. На него бросаются Вацлав и Мартин и колотят его.
Мало радости доставляет князю его свидание — княгиня награждает его звонкой оплеухой. Осмеянный князь вынужден просить прощения у жены и подарить девушке обещанное приданое. Жан просит прощения у Берты, а Мартин соглашается на свадьбу дочери с Еником.

## Состав оркестра
- Струнные
- Духовые: флейта-пикколо, 2 флейты, 2 гобоя, 2 кларнета, 2 фагота, 4 валторны, 2 трубы, 3 тромбона
- Ударные: литавры (A, E) треугольник

1. ↑  Virtuální studovna Divadelního ústavu (чеш.) — Institut umění - Divadelní ústav.